# Barry Rowland
Barry Alan Rowland (nacido en agosto de 1961) es un administrador británico y ex Jefe del Ejecutivo de las Islas Malvinas, en funciones desde octubre de 2016 hasta abril de 2021. Anteriormente se desempeñó como Director Ejecutivo de Consejo del Condado de Northumberland y el jefe del ejecutivo del Ayuntamiento de Newcastle upon Tyne.

## Carrera
Rowland se crio en Durham y obtuvo una Maestría en Administración de Negocios de la Universidad de Durham. Pasó la mayor parte de su carrera en el Ayuntamiento de Newcastle; desde de 1979 como aprendiz de administración, quedándose en el Consejo durante más de 30 años llegando a ser jefe del ejecutivo en 2009. Rowland apareció en prensa en 2011 después de que fue capturado conduciendo a alta velocidad por una cámara de tránsito instalada por su propia autoridad.
En 2012 dejó el Ayuntamiento de Newcastle por acuerdo mutuo, recibiendo 215.331 libras esterlinas como compensación, después de un enfrentamiento público con el líder del consejo Nick Forbes. Luego sirvió como Director Ejecutivo en el Consejo del Condado de Northumberland hasta agosto de 2015, cuando renunció. En mayo de 2016 se anunció que Rowland había sido nombrado Jefe Ejecutivo de las Islas Malvinas, asumiendo el cargo en octubre de 2016.
En mayo de 2017, Rowland fue nombrado gobernador interino del territorio luego de la «inesperada e inevitable ausencia» de las islas tanto del Gobernador Colin Roberts como del Vicegobernador.